# Маріо Рута
Маріо Рута (італ. Mario Ruta, 12 лютого 1911, Неаполь - 12 жовтня 1940, Середземне море ) - італійський морський офіцер.
Ніс службу у Королівських військово-морських силах Італії під час Другої світової війни. 

## Біографія
Маріо Рута народився 12 лютого 1911 року в Неаполі. У 1924 році вступив до Військово-морської академії в Ліворно, яку закінчив у 1928 році у званні гардемарина. У 1930 році отримав звання молодшого лейтенанта. Після довгого навчального походу до берегів Австралії вступив до Технічної школи у Ла-Спеції. Ніс службу на есмінці «Леоне».
У 1934 році отримав звання лейтенанта, і у складі батальйону «Сан-Марко» брав участь у італо-ефіопській війні.
У 1937 році ніс службу на есмінці «Дардо», з 1 січня 1939 року до квітня 1940 року на борту крейсера «Сан-Марко» здійснив похід в Китай.
У 1940 році був призначений капітаном міноносця «Аріель». Брав участь у  бою біля мису Пассеро 12 жовтня 1940 року, під час якого рішуче атакував ворожий крейсер. Загинув на капітанському містку разом з кораблем.
Маріо Рута посмертно був нагороджений золотою медаллю «За військову доблесть».

## Нагороди
- Золота медаль «За військову доблесть»
- Бронзова медаль «За військову доблесть»
- Військовий хрест за мужність
- Військовий хрест за заслуги
- Пам'ятна медаль за участь у Східноафриканській кампанії

## Вшанування
На честь Маріо Рута планувалось назвати один з есмінців типу «Команданті Медальє д'Оро», але будівництво не було завершене.